# Katamenes kashmirensis
Katamenes kashmirensis är en stekelart som först beskrevs av Giordani Soika 1939.  Katamenes kashmirensis ingår i släktet Katamenes och familjen Eumenidae. Inga underarter finns listade i Catalogue of Life.